# Emmanuel Villin
Pour les articles homonymes, voir Villin.
Emmanuel Villin, né en 1976, est un auteur français.

## Biographie
Son premier roman, Sporting Club, paraît en septembre 2016 chez Asphalte et reçoit le prix Écrire la Ville. À propos de ce livre, Michel Crépu évoque dans La Nouvelle Revue française l'influence du Désert des Tartares de Dino Buzzati, et Philippe Azoury dans Grazia parle d'un roman « modianesque ».
À la parution de son deuxième roman, Microfilm (2018), Le Monde des livres note que « en deux livres, l’auteur a déjà une manière immédiatement reconnaissable, caractérisée par de piquantes digressions cinéphiliques, des personnages lunaires, comme perdus dans leur époque, et un goût pour les détails qui en disent plus qu’une longue description ».
Son troisième roman, La Fugue Thérémine (2022), revient sur la vie de l'ingénieur et inventeur russe Léon Thérémine. À propos de ce livre, Le Monde évoque un "roman dense et trépidant qui mêle avec brio science, amour et politique internationale".
Il publie à la rentrée de janvier 2024 Kim Philby et moi, « récit d'une limpidité et d'une virtuosité peu communes »selon Le Figaro, dans lequel il évoque la figure du célèbre agent double britannique Kim Philby, notamment de son séjour à Beyrouth au tournant des années 1960, où il sera démasqué et prendra la fuite pour l'URSS. Le journal Le Monde souligne quant à lui que « le charme tenace du quatrième roman d’Emmanuel Villin tient à son ironique langueur, à son goût de la digression et des détours narratifs autant qu’à son très British sens de l’understatement, qui n’empêche pas l’émotion d’affleurer » (Le Monde, 21 février 2024). Avec ce roman, Emmanuel Villin est finaliste du Prix Roger-Nimier 2024.    
Emmanuel Villin est également auteur pour la jeunesse.

## Prix et distinctions
- 2019 : Prix Écrire la Ville[2] pour Sporting Club

## Œuvres

### Romans
- Sporting Club, Asphalte, 2016  (ISBN 978-2-918767-62-6), Folio Gallimard, 2018  (ISBN 978-2-07-270982-1)
- Microfilm, Asphalte, 2018  (ISBN 978-2-918767-75-6)
- La Fugue Thérémine, Asphalte, 2022  (ISBN 978-2-36533-115-9), Asphalte Poche, 2024  (ISBN 978-2-36533-129-6)
- Kim Philby et moi, Stock, 2024  (ISBN 978-2234095656)

### Livres jeunesse
- La Boîte à banane, Mouche, L’École des loisirs, 2019  (ISBN 9782211239813)
- Au service secret de sa mémé, Mouche, L’École des loisirs, 2020  (ISBN 9782211305235)
- Albert au frigidaire, Mouche, L’École des loisirs, 2022  (ISBN 9782211313735)
- Bons Baisers de Mémé, Mouche, L’École des loisirs, 2022  (ISBN 9782211318532)
- Hôtel de la Paix, Neuf, L'École des loisirs, 2024  (ISBN 9782211330312)